# Oxychilus perspectivus
Oxychilus perspectivus is een slakkensoort uit de familie van de Oxychilidae. De wetenschappelijke naam van de soort is voor het eerst geldig gepubliceerd in 1881 door Kobelt.